# Tony Accardo

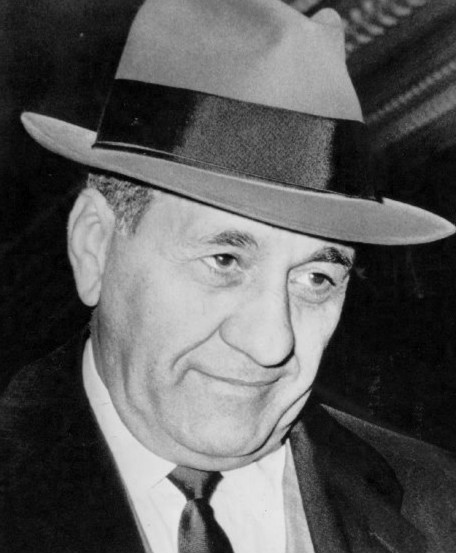
Tony Accardo em 1960.

Anthony Joseph Accardo, vulgo "Joe Batters" e "Big Tuna" (nascido Antonino Leonardo Accardo; Chicago, Illinois 28 de Abril de 1906 - Chicago, Illinois, 22 de Maio de 1992)  foi o chefe da Organização de Chicago desde 1945 até um pouco antes de morrer de causas naturais. Por manter-se fora dos holofotes e permitir que figuras mais "fotogênicas" tais como Sam Giancana atraíssem toda a atenção, Accardo intermitentemente regeu a organização de Chicago por muito mais tempo que Al Capone, ainda que se mantivesse virtualmente desconhecido do grande público. Paul Ricca uma vez disse que Accardo "tinha mais cérebro antes do café-da-manhã do que Capone tinha em toda a sua vida".

## No Início
Tony Accardo nasceu no Near West Side, Chicago, filho de Francesco Accardo, um sapateiro, e Maria Tillota Accardo. Um ano antes de seu nascimento, os Accardos emigraram para América vindos de Castelvetrano, Sicília. Depois de ser tirado da escola na idade de quatorze anos, ele ficou vadiando pela vizinhança  e juntou-se à "Circus Gang". Logo depois, ele foi recrutado num grupo da Organização capitaneado por Jack "Machine Gun" McGurn.

## Uma Brilhante Carreira nas Ruas de Chicago
Foi durante essa época que Al Capone deu a ele o apelido de "Joe Batters" devido à sua habilidade com um bastão de baseball. Mais tarde ele foi apelidado de "Big Tuna" pela impressa de Chicago. Anos mais tarde, ele soltou, em descrições em fitas gravadas pelos federais, que 
foi um dos pistoleiros do Massacre do Dia de São Valentim de 1929 e do assassinato de Frank Yale em 1928, no Brooklyn, New York City. 

## Caporegime
Em 1931, Capone foi sucedido por Frank Nitti, e a Accardo - sendo um dos capangas mais lucrativos - foi permitido criar sua próprio grupo. A equipe de Accardo incluiria futuramente pesos-pesados como Gus Alex e Joey Aiuppa.

## Matrimônio e Família
Em 1934, ele conheceu e mais tarde casou-se com Clarice Pordzany, uma polonesa-americana e corista. Seu casamento deu frutos, produzindo quatro filhos. Diferente da maioria dos seus colegas, Accardo nunca foi conhecido por ser infiel à sua esposa.

## O Chefe dos Chefes de Chicago
Depois do suicídio de Nitti em 1943, Paul Ricca tomou as rédeas do comando da Organização e Accardo foi feito seu subchefe. Quando Ricca foi para a prisão em 1945, Tony Accardo regeu a Organização para ele como chefe interino, mas às vezes sendo considerado o chefe de fato.
Sob a liderança de Accardo, a Organização de Chicago estabeleceu uma rigorosa taxa e expandiu-se rapidamente, dominado Las Vegas, Nevada, longe da Máfia de New York e, de vez em quando, forçando o crime organizado do oeste estadunidense aceitasse suas decisões. Na década de 1950, quando o FBI começou a investigar a Organização Chicago pela primeira vez, Accardo trabalhou para fazer um acordo de cavalheiros, em que nenhum lado iria ter como alvo os membros de outra Família. 
Depois de 1962, Accardo renunciou ao cargo em favor de Sam Giancana, ficando apenas com a posição de consigliere e tocava um papel menor nos negócios do dia-a-dia da Organização.
No entanto, ele era consultado sobre qualquer questão de importância e todos os assassinatos eram sancionados por ele. Anos mais tarde, ocasionalmente ele voava para Chicago vindo de sua mansão na Califórnia para presidir reuniões da Organização e mediar disputas.

## Morte e Sepultamento
Tony Accardo morreu em 1992 por problemas cardíacos. Ele foi enterrado no Cemitério "Queen on Heaven" em Hillsdale, Illinois. Na época da sua morte, quase todos os seus amigos mais próximos e colegas estavam mortos. Além disso, a Organização de Chicago tinha se degenerado em uma absurda paródia da organização que ele uma vez liderou.
Accardo é retratado no filme Sugartime de Maury Chaykin.